# Bielawki (gromada)
Bielawki (do 28 II 1956 Kutno) – dawna gromada, czyli najmniejsza jednostka podziału terytorialnego Polskiej Rzeczypospolitej Ludowej w latach 1954-1972.
Gromady, z gromadzkimi radami narodowymi (GRN) jako organami władzy najniższego stopnia na wsi, funkcjonowały od reformy reorganizującej administrację wiejską przeprowadzonej jesienią 1954 do momentu ich zniesienia z dniem 1 stycznia 1973, tym samym wypierając organizację gminną w latach 1954-1972.
Gromadę Bielawki siedzibą GRN w Bielawkach utworzono 29 lutego 1956 w powiecie kutnowskim w woj. łódzkim w związku z przeniesieniem siedziby gromady Kutno z Kutna do Bielawek i zmianą nazwy jednostki na gromada Bielawki. W 1957 roku (grudzień) gromadzka rada narodowa składała się z 15 członków.
31 grudnia 1959 do gromady Bielawki przyłączono wieś i parcelę Komadzyń, kolonię Matyldów, kolonię Polesin i kolonię Franciszków ze zniesionej gromady Mnich.
Gromadę zniesiono 1 lipca 1968, a jej obszar wszedł w skład nowo utworzonej gromady Kutno-Wschód w tymże powiecie.